# 天草市立栖本中学校
天草市立栖本中学校（あまくさしりつ すもとちゅうがっこう）は、熊本県天草市栖本町湯船原にある中学校。

## 沿革
- 1947年（昭和22年）4月22日 - 栖本村立栖本中学校創立
- 1962年（昭和37年）9月1日 - 栖本町立栖本中学校と改称
- 2006年（平成18年）3月27日 - 天草市立栖本中学校と改称